# عرب النعيم
عرب النعيم هي قرية عربية بدوية في فلسطين تقع شمال مدينة سخنين وجنوب مدينة كرميئل، ومحاذية لبلدة اشحار التي تحاذيها من الجهة الشرقية، على السفح الغربي من جبل أبو قراد ضمن منطقة نفوذ المجلس الإقليمي مسجاف، وقد تم الاعتراف بالقرية في تاريخ 12/11/1998، ويعيش فيها 90 عائلة. تخضع بلدة عرب النعيم للمجلس الإقليمي مسجاف . بلغ عدد سكانها سنة 2019 815 نسمة وفقا لمركز الإحصاء الإسرائيلي. كانت قرية عرب النعيم غير معترف بها من قبل دولة إسرائيل حتى عام 2000 ولذلك لم تتلق أي خدمات. حصلت القرية على مياه عبر الأنابيب لآول مرة سنة 1993 وذلك بمساعدة بلدة اشحار المحاذية لها. كما تم بناء روضة أطفال فيها سنة 1998 لأول مرة. تم الاعتراف بها من قبل الدولة سنة 1998 مما جعلها تستحق الحصول على الخدمات البلدية تحت اشراف المجلس الإقليمي «مسغاف».

## السكان
ينتمي جميع سكان البلدة إلى قبيلة النعيم. يوجد في قرية عرب النعيم ما يزيد عن 350 ولد يعاني الكثير منهم من الصمم وذلك بسبب زواج الأقارب. وقد طور الصم في هذه القرية لغة إشارات خاصة بهم. يتعلم الأولاد في المدارس الابتدائية في بلدة الكمانة وبلدة وادي سلامة، وهما قريتان بدويتان قريبتان من عرب النعيم. ويتعلم طلاب المدارس الثانوية في مدينة سخنين. بيوت القرية جميعها عبارة عن أكواخ من الصفيح، والطرق فيها بدائية وغير معبدة. ومنذ الاعتراف بها من قبل دولة إسرائيل تشهد القرية تغيرا سريعا فبيوت الصفيح أخذت تختفي وتُبنى مكانها بيوت عصرية حديثة والشوارع معبدة ودخلت القرية خدمات الكهرباء والتلفون وغيرها.

## أصل قبيلة النعيم
يعود اصل النعيم في فلسطين (المقصد بالنعيم الذين يقطنون منطقة الجليل شمال فلسطين 48) إلى منطقة كودلة والقنيطرة وجوخدار في الجولان حيث تعود جذورهم إلى الطحان في سوريا وقد تركوا الجولان وسكنوا حول منطقة الخيط غرب مرج الحولة وهناك تم دفن الجد الأول ومع صدور قانون الأراضي العثماني في عام 1858 انتقل النعيم إلى منطقة الجليل الاعلى في موقع الهوته والشرمة حيث كانت هذه هي المحطة الأولى في فلسطين من هنا انتقل قسم من النعيم إلى منطقة أبو قراد شمال مدينة سخنين التي سميت فيما بعد (بعرب النعيم) وقد تم في عام 1964 هدم جميع بيوت هذه القرية على يد الجيش الإسرائيلي بحجة أن المنطقة تابعة للجيش الإسرائيلي الذي يستخدمها للتدريب والمناورة، الاّ أن الأهالي لم يتركوا القرية ومازالوا فيها حتى يومنا هذا
اما بقية النعيم الذين بقوا في منطقة الجليل الاعلى في منطقة الهوته والشرمة فقد انتقل الذين سكنوا الهوته إلى قرية ترشيحا وما زالوا فيها حتى يومنا هذا واما الذين سكتوا منطقة الشرمة فقد انتقلوا إلى قرية أبو سنان وما زالوا كذلك فيها حتى يومنا هذا وقد بقي قسم قليل في منطقة الشرمة.